# Лонг Чинсан
Лонг Чинсан (кит. трад. 郎靜山, упр. 郎静山, палл. Лан Цзиншань; 12 июня 1892 — 13 апреля 1995) — китайский фотограф и художник, первый китайский фотожурналист. При помощи печати нескольких изображений с разных негативов на один снимок, он старался отразить в фотографии традиционные для Китая виды живописи, когда на одном изображении соединялись слои живописи, поэзии и каллиграфии. Стал основателем школы «китайского пикториализма», соединяющего в себе фотографию и живопись. Темы его фоторабот перекликаются с традиционными мотивами китайской живописи: птицы, лодки, горы. Работы Лонга так и назывались «Снимок в живописи, живопись в снимке». Массовому зрителю на Западе Лонг практически неизвестен.
Учитель Дон Хонг-Оая.